# BR-452
De BR-452 is een federale weg in de deelstaten Goiás en Minas Gerais in het zuiden van Brazilië. De weg is een verbindingsweg tussen Rio Verde en Araxá.
De weg heeft een lengte van 512 kilometer.

## Aansluitende wegen
- BR-060 bij Rio Verde
- GO-501
- GO-164
- GO-409 bij Maurilândia
- GO-410
- GO-319
- GO-040 bij Bom Jesus de Goiás
- GO-502
- BR-154, BR-483 en GO-206
- BR-153 en GO-309 bij Itumbiara
- BR-153 bij Araporã
- MG-223 bij Tupaciguara
- BR-365 bij Uberlândia
- BR-050, BR-365 en BR-497 bij Uberlândia
- MG-190
- BR-462 bij Perdizes
- BR-262 en BR-146 bij Araxá

## Plaatsen
Langs de route liggen de volgende plaatsen:
- Rio Verde
- Maurilândia
- Bom Jesus de Goiás
- Itumbiara
- Araporã
- Tupaciguara
- Uberlândia
- Santa Juliana
- Perdizes
- Araxá